# محمد كاظم آل صادق
محمد كاظم آل صادق دبلوماسي إيراني، عمل في السفارة الإيرانية في العراق نائباً للسفير، ثم أُعلنَ عن تعيينه سفيراً في العراق يوم 11 نيسان/أبريل 2022، خلَفاً لإيرج مسجدي، وُلدَ محمد كاظم في محافظة النجف، المملكة العراقية، يتكلم بالعربية، وباللهجة العراقية. محمد آل صادق قائد سابق في الحرس الثوري، نقل موقع العربي الجديد عن مصادر أن «بعض حلفاء إيران (من القوى السياسية العراقية) اشتكوا خلال الفترة الماضية من إيرج مسجدي. هذه الأشياء على ما يبدو وراء تغيير مسجدي»، كاشفة عن أن محمد آل صادق «أحد قادة فيلق القدس» القدماء. وهو من أسرة حوزوية، وأخوه محمد رضا آل صادق.